# Shelley Malil
Shelley Mathew Malil (Kerala, 23 dicembre 1964) è un attore indiano naturalizzato statunitense, emigrato dall'India nel 1974.

## Biografia
È apparso in diversi film e serie televisive, ma è noto soprattutto per aver recitato in 40 anni vergine di Judd Apatow, a fianco di Steve Carell.
Nel 2010, è stato incarcerato con l'accusa di tentato omicidio e aggressione con arma mortale nei confronti di Kendra Beebe, una sua ex-fidanzata, gli viene inflitto l'ergastolo con possibilità di uscire sulla parola a partire dal 2022, nel 2018 con quattro anni di anticipo viene rilasciato sulla parola.